# Simon Coppel
Simon Coppel (geboren 18. Oktober 1811 in Linden vor Hannover; gestorben 26. September 1890 in Hannover) war ein deutscher Bankier und Stifter.

## Leben

### Familie
Der Anfang des 19. Jahrhunderts geborene Simon Coppel entstammte einer ursprünglich aus Osterode am Harz ansässigen jüdischen Familie. Sein Vater Isaak Coppel (geboren 20. August 1773) heiratete in Linden, wo er zu den angesehensten Männern des Ortes gezählt haben soll, die Gietel oder Gitel, geborene Levy, verwitwete Bär oder Beer Berend, die sechs Kinder in die Ehe einbrachte. Dem Ehepaar wurden fünf weitere Kinder geboren, darunter Simon Coppel.
Simon Coppel heiratete die aus Fulda stammende Julie, geborene Hesdörffer, mit der er zwei Töchter und  einen Sohn hatte, Julius Coppel, genannt Carl Coppel (1820–1877; auch: Karl Coppel), der ebenfalls als Bankier in Hannover tätig wurde. Dessen Ehefrau Jeanette Leeser, genannt Lessing (1823–1889), war die Mutter eines weiteren Bankiers, Jakob Sternheim, genannt Carl Sternheim (1852–1918), Bankier in Hannover und seit 1884 Börsen- und Immobilienmakler in Berlin. Dieser war wiederum der Vater des Schriftstellers Carl Sternheim.

### Werdegang
Simon Coppel wurde im Jahr 1811 zur sogenannten „Franzosenzeit“ geboren, Jahrzehnte vor dem Beginn der Industrialisierung. Die Familie des Vaters, „Hauptcollecteur“ Isaak Simon, bewohnte noch 1826 das Lindener Haus Nummer 98.
In der Residenzstadt des Königreichs Hannover wurde Coppel als Bankier tätig, vermietete Immobilien etwa an den Kammerherrn Adolf Friedrich Graf von Linsingen, besaß beispielsweise 1855 das Haus Reitwallstraße 18.
Simon Coppel war Mitglied des Wohltätigkeitsvereins Hannover und stiftete beispielsweise 1862 während der Feierlichkeiten zum 100-jährigen Bestehens der Einrichtung 100 Thaler zur Begründung eines Fonds für dienstunfähig gewordene Lehrer oder deren Witwen und Waisen.
Nach der am 10. Juli 1865 erfolgten Gründung der Pluto Bergbau-AG in Essen, aus der die Zeche Pluto hervorging, wurde Coppel in den ersten Aufsichtsrat der Aktiengesellschaft gewählt.
Im Jahr der Reichsgründung wirkte Simon Coppel als Associer der hannoverschen Privatbank J. Coppel & Söhne im Parterre der Schillerstraße 28, über dem er seinerzeit selbst in der Bel Etage wohnte.
In der am 20. Februar 1872 erstmals an der Berliner Börse notierten Provinzial-Wechselbank, deren Aktien über S. Abel jr. emittiert wurden, war Coppel eines der Aufsichtsratsmitglieder.

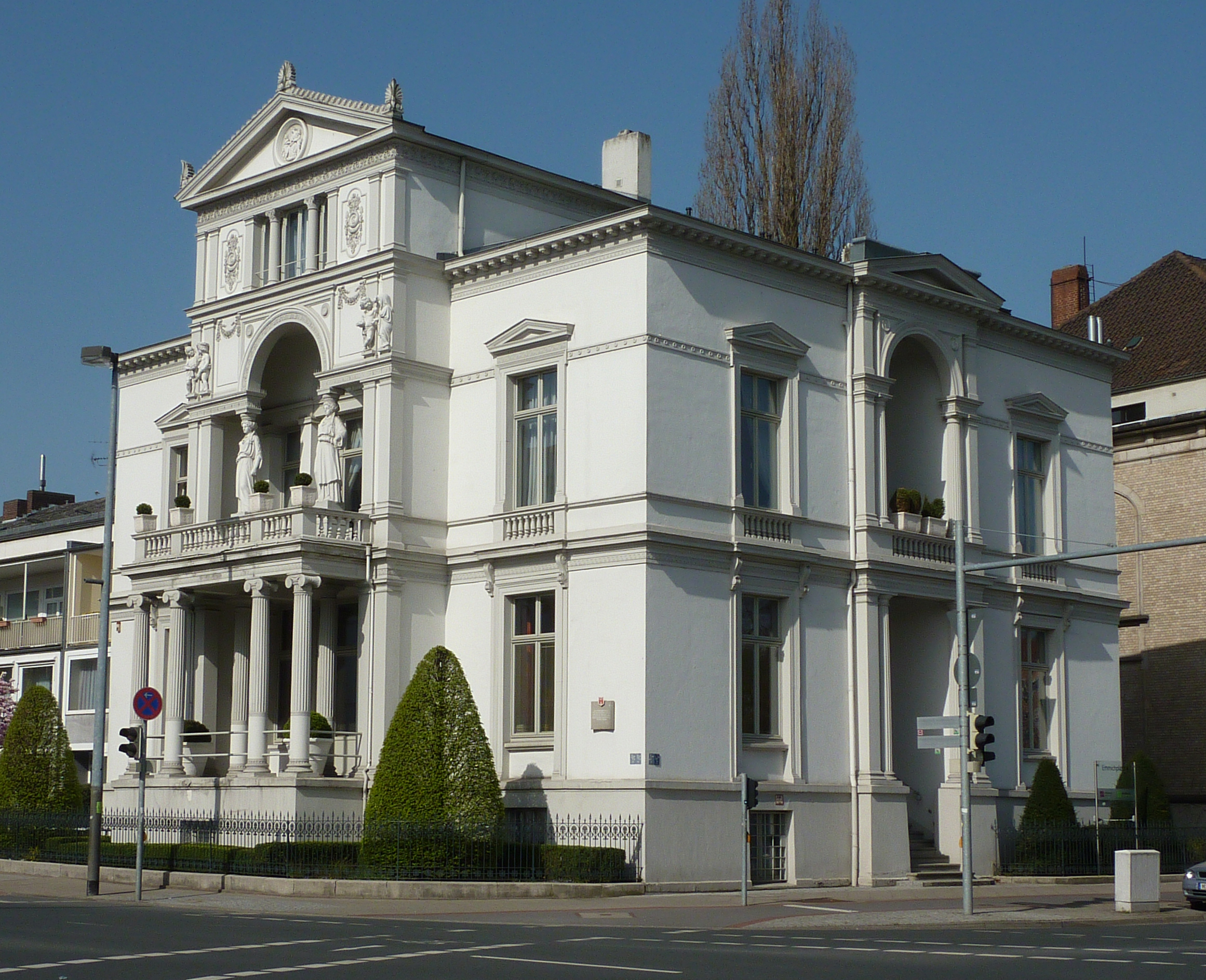
Die denkmalgeschützte, bis 1875 errichtete Villa Coppel am Neuen Haus Ecke Schiffgraben

In der Gründerzeit des Deutschen Kaiserreichs ließ sich der Bankier von 1872 bis 1875 die nach ihm benannte – und heute denkmalgeschützte – Villa Coppel am Neuen Haus errichten.
Coppel war einer der beiden hauptsächlichen finanziellen Förder von Salomon Frensdorff zur Herausgabe seines 1876 erschienenen Werkes zur Masora magna.
Nach dem Tod seines Sohnes, der 1877 bei einem unglücklichen Sturz vom Pferde zu Tode kam, errichtete Simon Coppel anlässlich seines eigenen 70sten Geburtstages im Jahr 1881 die Simon, Julie & Carl Coppelsche Stiftung, später auch Karl, Julie und Simon Coppel-Stiftung genannt. Die Stiftung wurde nach seinem Tod durch seine bald nach ihm gestorbene Gattin finanziell vermehrt und später nochmals um fast die doppelte Summe erhöht, so dass bald ein Stiftungskapital von rund 250.000 Mark zur Verfügung stand. Mit den daraus gewonnenen Zinsen sollten wohltätige Anstalten unterstützt werden sowie Stipendien an Studierende aller Art ohne Unterschied ihrer Religionszugehörigkeit vergeben werden. Jährlich wurden so einige Stipendien von 100 bis 200 Mark an Studierende der Königlichen Technischen Hochschule in Hannover vergeben, bevorzugt jedoch an Hannoveraner.